# Germania (YouTube)
Germania war ein deutscher YouTube-Kanal, welcher sich mit den Themen Migration und Deutschland als Einwanderungsland auseinandersetzte. Der Kanal wurde vom ZDF betrieben und von der Produktionsfirma Hyperbole Medien GmbH umgesetzt.

## Geschichte
Das Format wurde ursprünglich vom Zeitpunkt der Veröffentlichung des Trailers am 29. September 2016 bis März 2021 von dem öffentlich-rechtlichen Angebot funk produziert. Die ursprüngliche Idee zur Serie stammt von Bastian Asdonk, der das Format 2016 gemeinsam mit Benjamin Kahlmeyer (Kamera/Regie) und Sara Mohaupt (Redaktion) für die Produktionsfirma Hyperbole entwickelte. Ab dem 4. November 2020 handelte es sich um eine Koproduktion von funk, ZDFkultur und ZDF Sport. Beginnend mit der am 24. November 2021 veröffentlichten Folge fungierte nur noch das ZDF als Produzent. 2023 wurde das Format eingestellt, die bisherigen Inhalte bleiben online.

## Themen
Germania zeichnete ein Bild von Deutschland, indem es bekannte Persönlichkeiten porträtiert, die entweder nicht in Deutschland geboren sind oder einen Migrationshintergrund haben, aber trotzdem schon länger in Deutschland leben. Die Gäste sprechen über Identität und darüber wie sie Deutschland wahrnehmen. Häufig sind die Gäste bekannte deutsche Rapper wie Capital Bra, Samy Deluxe, Eko Fresh oder Massiv. Aber auch Webvideoproduzenten wie Shirin David, Sänger wie Katja Krasavice oder Schauspieler wie beispielsweise Yasin el Harrouk oder Enissa Amani waren bei Germania schon zu Gast.
Vom 24. Juli 2017 bis zum 21. September 2017 erschienen auf dem YouTube-Kanal von Germania Videos von dem Projekt Clarify. Visa Vie sprach in diesem Format mit bekannten deutschen Musikern anlässlich der Bundestagswahl 2017 über verschiedene politische und gesellschaftliche Themen. Bei Germania erschienen dabei kurze Teaservideos, die jeweils das vollständige Gespräch, welche im Audiopodcast-Format erschienen, ankündigten. Bei Clarify waren unter anderem Olli Schulz, Clueso und Die Lochis zu Gast.
Zum Tag der Deutschen Einheit am 3. Oktober 2018 startete Germania ein dreiteiliges Spezial mit dem Titel Germania Ost. Diese Kategorie befasst sich mit dem Identitätsgefühl von Personen, die in der ehemaligen DDR aufgewachsen sind. Zu Gast waren dafür MC Bomber, Sookee und Romano.

## Kritik
Emily Dische-Becker wirft Germania auf Zeit Online vor, zu unkritische Videos zu produzieren, die letztlich doch nur dem „deutschen Publikum ein gutes Gefühl“ geben sollen. Auch wenn Germania „immerhin eine Plattform geschaffen [hat], auf der Deutsche unterschiedlichster Herkunft aus ihrer Lebensrealität erzählen können“, bezeichnet sie die Beobachtungen der Teilnehmer als „dröge“ und als unkritische „Lobeshymnen an die Heimat.“ Auch Samuela Nickel kritisiert bei Neues Deutschland die Idealisierung von Deutschland, welche die Gesellschaftskritik über Alltagsrassismus, von der bei Germania auch berichtet wird, „zahnlos“ mache.
Jannis Holl lobt hingegen bei der Frankfurter Allgemeinen, dass bei Germania die Gäste ihre Geschichten selbst erzählten, ohne dass sie dabei als Migrant abgestempelt würden. Als besonders herausragend wird von der Jury des Grimme-Preises die Darstellung der „Multikulturalität in erster Linie als Chance und Bereicherung“ bezeichnet. Die Jury lobt außerdem die „entspannte Atmosphäre“, in der die Gäste ihre Geschichten erzählen, sowie die „anspruchsvolle Ästhetik“ von Bild und Ton.

## Nominierungen und Auszeichnungen
| Jahr | Preis                        | Kategorie               | Gewonnen/Nominiert |               |
| ---- | ---------------------------- | ----------------------- | ------------------ | ------------- |
| 2015 | Grimme Online Award          | Kultur und Unterhaltung | Gewonnen           | [ 16 ]        |
| 2017 | Grimme Online Award          | Kultur und Unterhaltung | Nominiert          | [ 17 ] [ 18 ] |
| 2018 | 54. Grimme-Preis             | Kinder & Jugend         | Gewonnen           | [ 15 ] [ 19 ] |
| 2018 | Goldene Kamera Digital Award | Special Award           | Gewonnen           | [ 20 ] [ 21 ] |